# Kobbie Mainoo
Kobbie Boateng Mainoo, född 19 april 2005 i Stockport, är en engelsk fotbollsspelare som spelar för Manchester United och representerar det engelska landslaget.

## Karriär
Mainoo vann 2023 priset Jimmy Murphy Young Player of the Year award. Sin första match för Manchester Uniteds A-lag gjorde han in januari 2023. Mainoo har vidare spelat för Englands landslag på såväl U17, U18 och U19-nivån. I mars 2024 gjorde han sin debut i det engelska A-landslaget och är ingår i truppen till Europamästerskapet i fotboll 2024.